# Pirates of the Caribbean: At World's End Remixes
Pirates of the Caribbean: At World's End Remixes is een muziekalbum dat ook wordt vermeld als EP of maxisingle, en werd door Walt Disney Records uitgebracht op 22 mei 2007.
Het album bevat remixen van het originele nummer "Jack Sparrow" van de soundtrack Pirates of the Caribbean: Dead Man's Chest, gecomponeerd door Hans Zimmer. Met de release van de film Pirates of the Caribbean: At World's End bracht Walt Disney naast de traditionele soundtrack, ook nog apart een remixalbum uit. Ditmaal werden Paul Oakenfold en The Crystal Method benaderd om de exclusieve remixen te maken. Nebula Records bracht een aantal nummers van het album ook uit op een single (nummers 1 t/m 4) en op een 12-inch (nummers 1 en 3) onder dezelfde album naam.

## Nummers
| Nr. | Titel                                          | Duur |
| --- | ---------------------------------------------- | ---- |
| 1   | Jack Suite (Paul Okenfold Mix)                 | 6:51 |
| 2   | Jack Suite (Paul Oakenfold Radio Edit)         | 3:38 |
| 3   | Jack Suite (The Crystal Method Mix)            | 6:04 |
| 4   | Jack Suite (The Crystal Method Mix Radio Edit) | 3:47 |
| 5   | Pirates Live Forever (Ryeland Allison Remix)   | 5:43 |